# Prez-vers-Noréaz

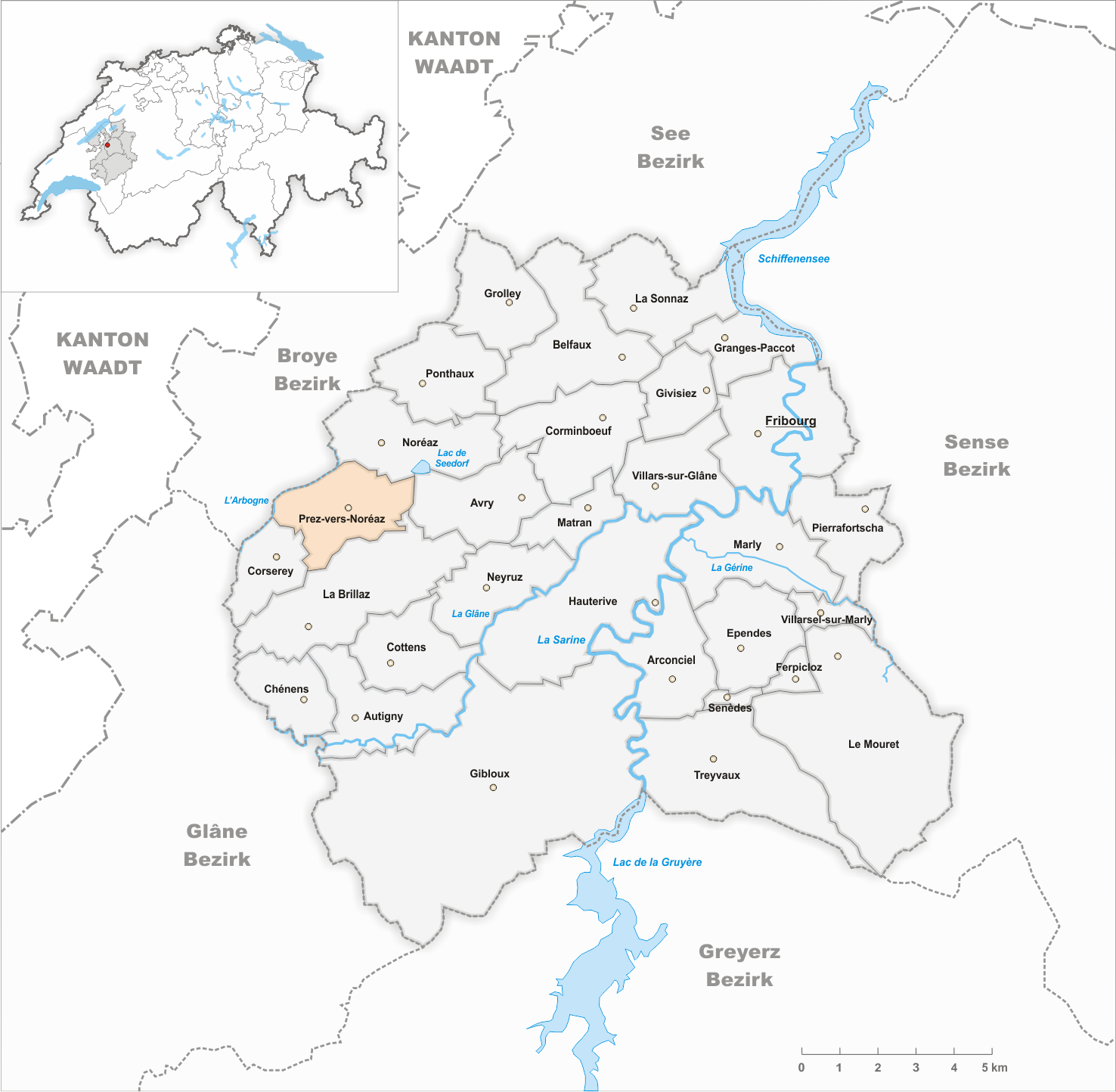
Gemeindestand vor der Fusion am 1. Januar 2020

Prez-vers-Noréaz (Freiburger Patois) war bis am 31. Dezember 2019 eine politische Gemeinde im District de la Sarine (deutsch: Saanebezirk) des Kantons Freiburg in der Schweiz. Am 1. Januar 2020 fusionierte sie mit Corserey und Noréaz zur neuen Gemeinde Prez.

## Geographie
Prez-vers-Noréaz liegt auf 646 m ü. M., 11 km westsüdwestlich der Kantonshauptstadt Freiburg (Luftlinie). Das langgestreckte Strassendorf erstreckt sich leicht erhöht am Südrand der Ebene des Lac de Seedorf, am Fuss der Höhe La Brillaz, im Molassehügelland des Freiburger Mittellandes.
Die Fläche des 5,7 km² grossen ehemaligen Gemeindegebiets umfasst einen Abschnitt der Molassehöhen zwischen der Broyeebene im Nordwesten und dem Glânetal im Südosten. Die Gemeindefläche hat im Norden Anteil an der bis zu 1,5 km breiten Ebene des Lac de Seedorf und reicht bis zum Weiher La Goillette, wovon der südliche Teil zu Prez-vers-Noréaz gehört. Gegen Westen fällt die Ebene mit einem relativ steilen Hang in das dicht bewaldete Erosionstal der Arbogne ab, welche die westliche und nordwestliche Gemeindegrenze bildet. Nach Süden erstreckt sich der Gemeindeboden bis an den Hang der Höhe La Brillaz mit dem Wald Buchillon und erreicht hier mit 740 m ü. M. den höchsten Punkt von Prez-vers-Noréaz. Von der Gemeindefläche entfielen 1997 8 % auf Siedlungen, 19 % auf Wald und Gehölze und 73 % auf Landwirtschaft.
Zu Prez-vers-Noréaz gehören verschiedene Einzelhöfe. Nachbargemeinden von Prez-vers-Noréaz waren Noréaz, Avry, La Brillaz, Corserey und Montagny.

## Bevölkerung
Mit 1126 Einwohnern (Stand 31. Dezember 2019) gehörte Prez-vers-Noréaz zu den kleineren Gemeinden des Kantons Freiburg. Von den Bewohnern sind 91,1 % französischsprachig, 6,1 % deutschsprachig, und 0,7 % sprechen Italienisch (Stand 2000). Die Bevölkerungszahl von Prez-vers-Noréaz belief sich 1900 auf 549 Einwohner. Nach einem Höchststand 1920 mit 615 Einwohnern nahm die Bevölkerung bis 1960 um über 20 % auf 485 Personen ab. Seither wurde ein deutliches Bevölkerungswachstum verzeichnet.
Einwohnerzahlen: Volkszählungsdaten

## Wirtschaft
Prez-vers-Noréaz war bis in die zweite Hälfte des 20. Jahrhunderts ein vorwiegend durch die Landwirtschaft geprägtes Dorf. Die Wasserkraft der Arbogne wurde früher für den Betrieb einer Mühle genutzt. Noch heute haben der Ackerbau, der Obstbau, die Milchwirtschaft und die Viehzucht einen wichtigen Stellenwert in der Erwerbsstruktur der Bevölkerung. Weitere Arbeitsplätze sind im lokalen Kleingewerbe und im Dienstleistungssektor vorhanden, unter anderem in Betrieben der Feinmechanik und der Informatik sowie in einer Schreinerei. Prez-vers-Noréaz ist Standort eines Reitsportzentrums. In den letzten Jahrzehnten hat sich das Dorf auch zu einer Wohngemeinde entwickelt. Viele Erwerbstätige sind deshalb Wegpendler, die hauptsächlich in den Regionen Freiburg und Payerne arbeiten.

## Verkehr
Prez-vers-Noréaz ist verkehrsmässig recht gut erschlossen. Es liegt an der Hauptstrasse von Freiburg nach Payerne, von der im Dorf die Verbindungsstrasse nach Romont abzweigt. Der nächste Anschluss an die Autobahn A12 (Bern–Vevey) befindet sich rund 6 km vom Ortskern entfernt. Durch zwei Postautolinien, die zwischen Avry und Romont verkehren, ist Prez-vers-Noréaz an das Netz des öffentlichen Verkehrs angebunden.

## Geschichte
Das Gemeindegebiet von Prez-vers-Noréaz war schon früh besiedelt. Hier wurden Überreste eines römischen Aquädukts und von römischen Badeanlagen gefunden. Die erste urkundliche Erwähnung des Ortes erfolgte im 12. Jahrhundert unter dem Namen Pratellis. Später erschienen auch die Bezeichnungen Pree, Prees und Prez. Der Ortsname geht auf die lateinische Diminutivform pratellum (kleine Wiese) zurück.
Seit dem 12. Jahrhundert stand Prez-vers-Noréaz als Lehen unter der Herrschaft Montagny. Durch Kauf gelangte das Dorf 1478 unter die Herrschaft von Freiburg und wurde der Vogtei Montagny zugeordnet. Nach dem Zusammenbruch des Ancien Régime (1798) gehörte Prez-vers-Noréaz während der Helvetik zum Bezirk Payerne, ab 1803 zum Bezirk Montagny und ab 1815 zum Bezirk Freiburg, bevor es 1848 mit der neuen Kantonsverfassung in den Saanebezirk eingegliedert wurde.

## Sehenswürdigkeiten
Die Pfarrkirche erhielt ihre heutige Gestalt beim Neubau 1835 im Stil des Klassizismus. Daneben befindet sich eine 1876 erbaute Scheune mit ebenfalls klassizistischer Steinfassade. Im westlichen Dorfteil steht ein Herrensitz, der 1746 für die Familie Féguely errichtet wurde. Der rechteckige zweigeschossige Bau mit Mansarddach besitzt eine grosse Freitreppe. Er wurde ab 1892 als Schulhaus genutzt und beherbergt heute die Sparkasse.

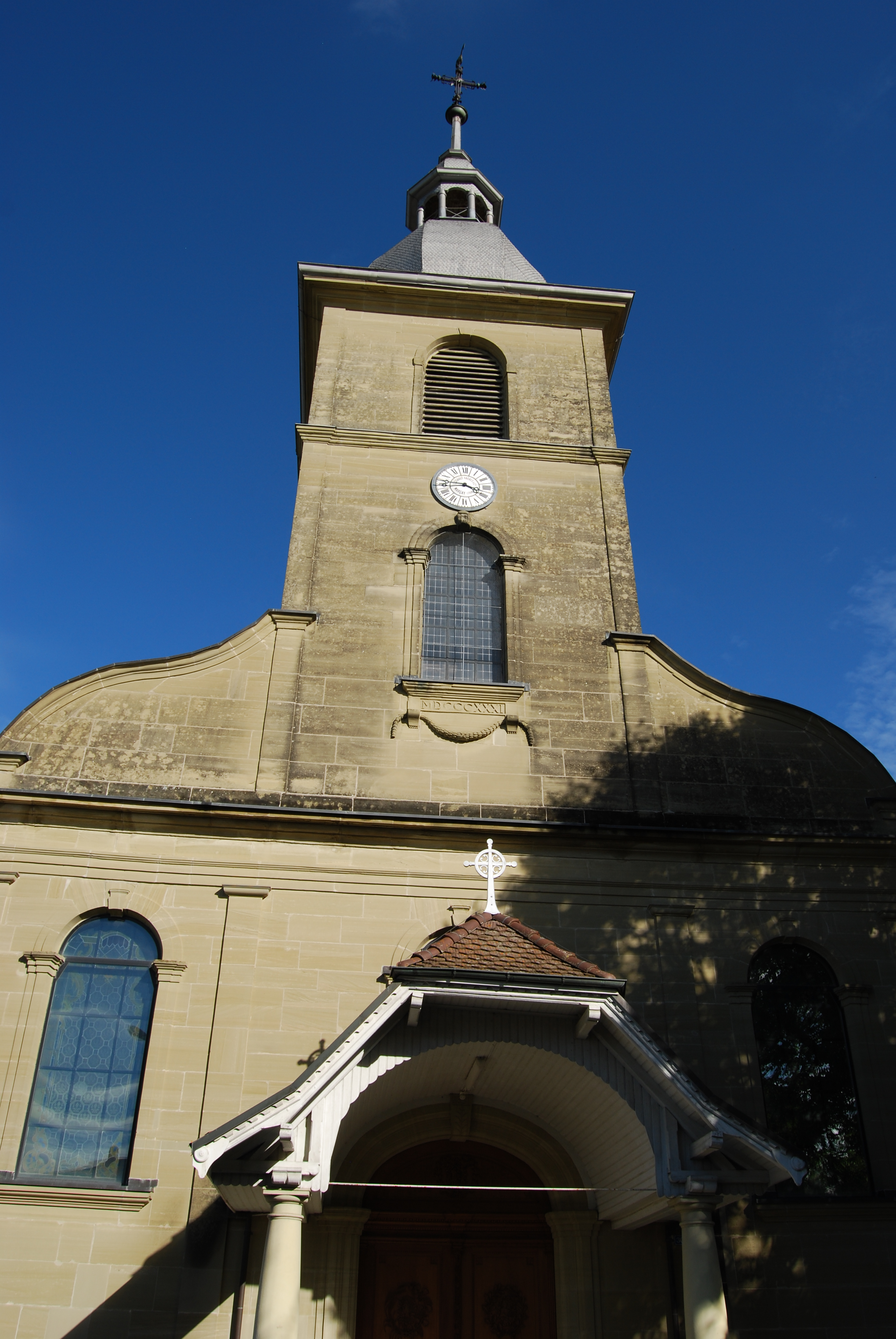
Kirche von Prez-vers-Noréaz
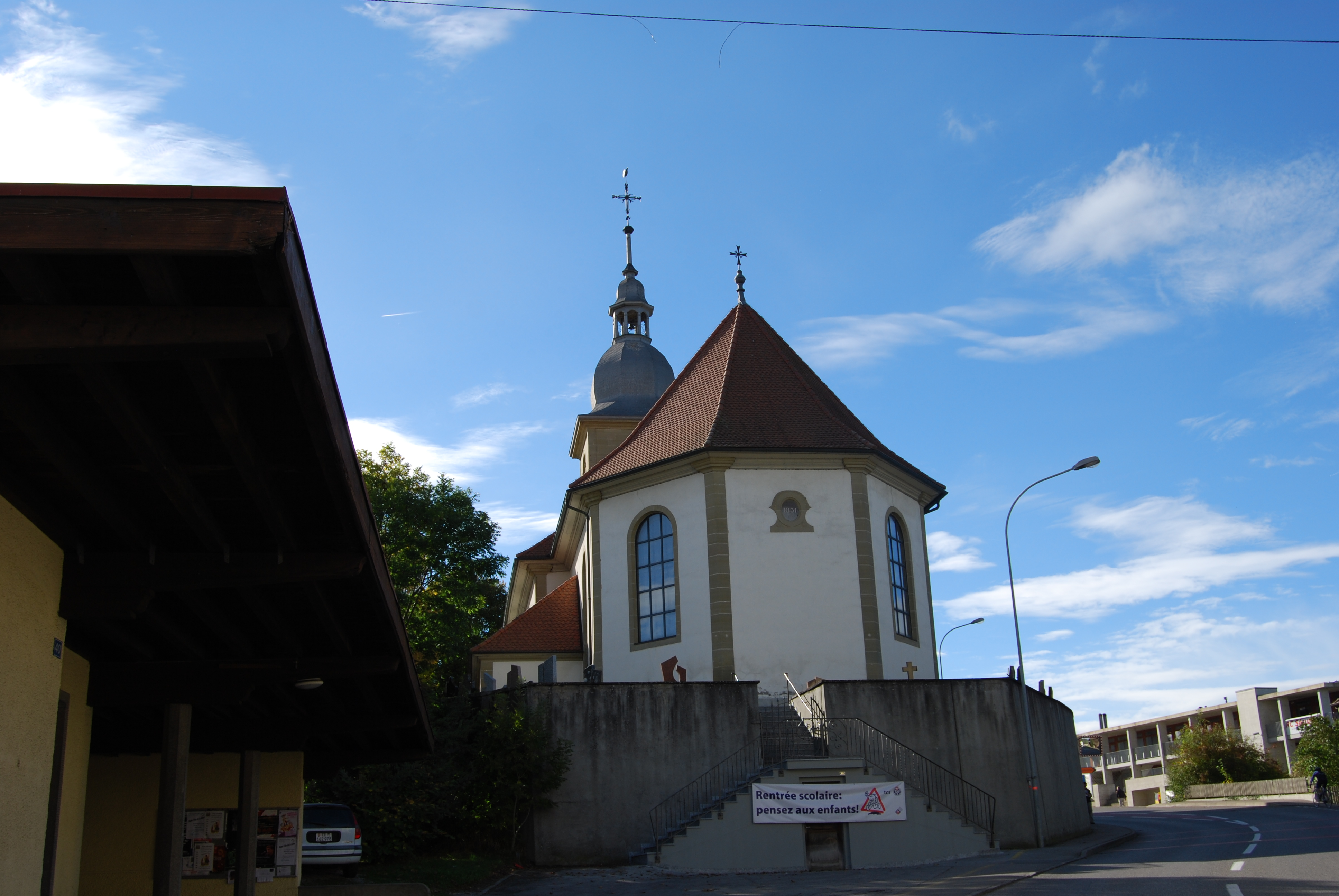
Kirche, Ansicht von unten
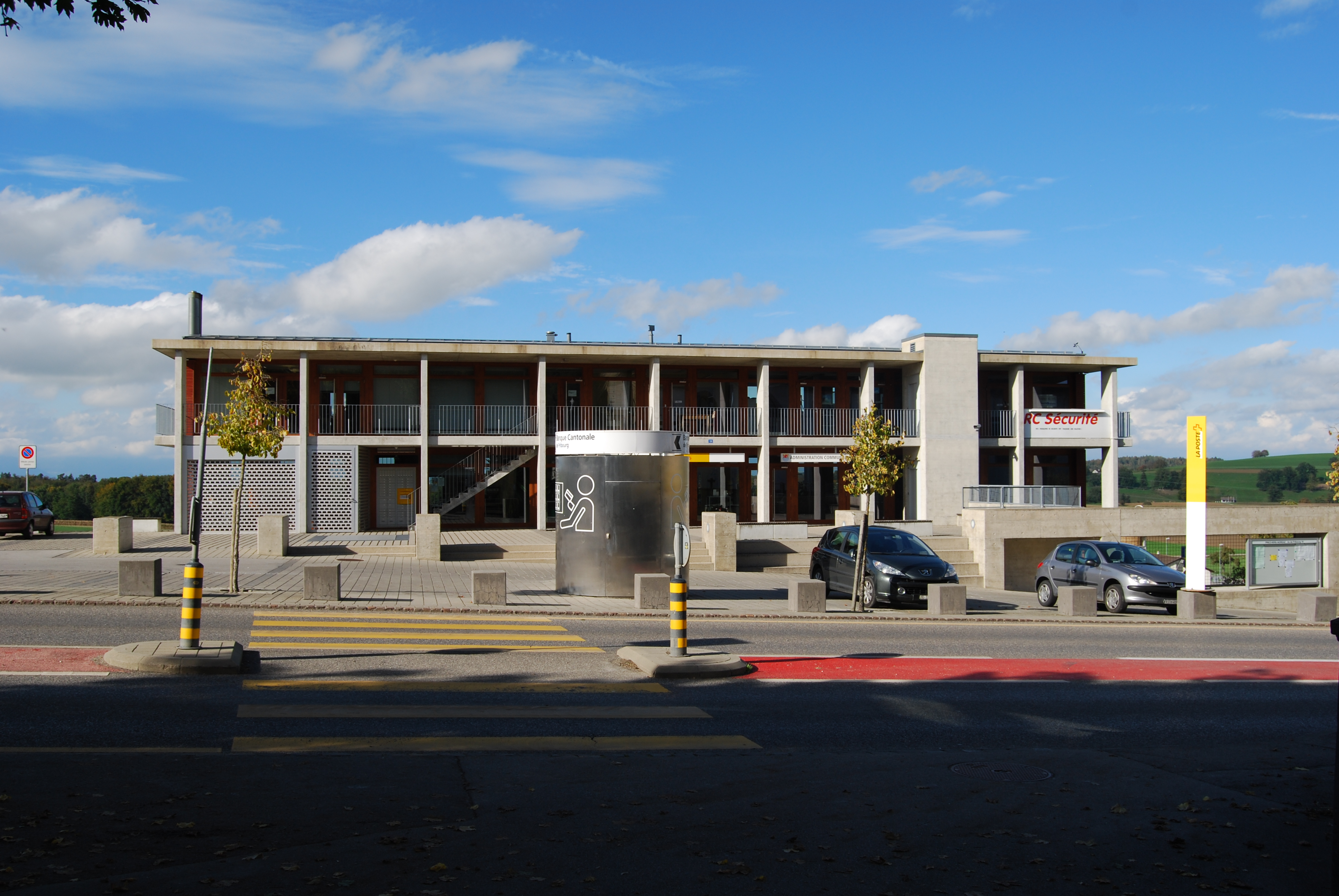
Gemeindehaus
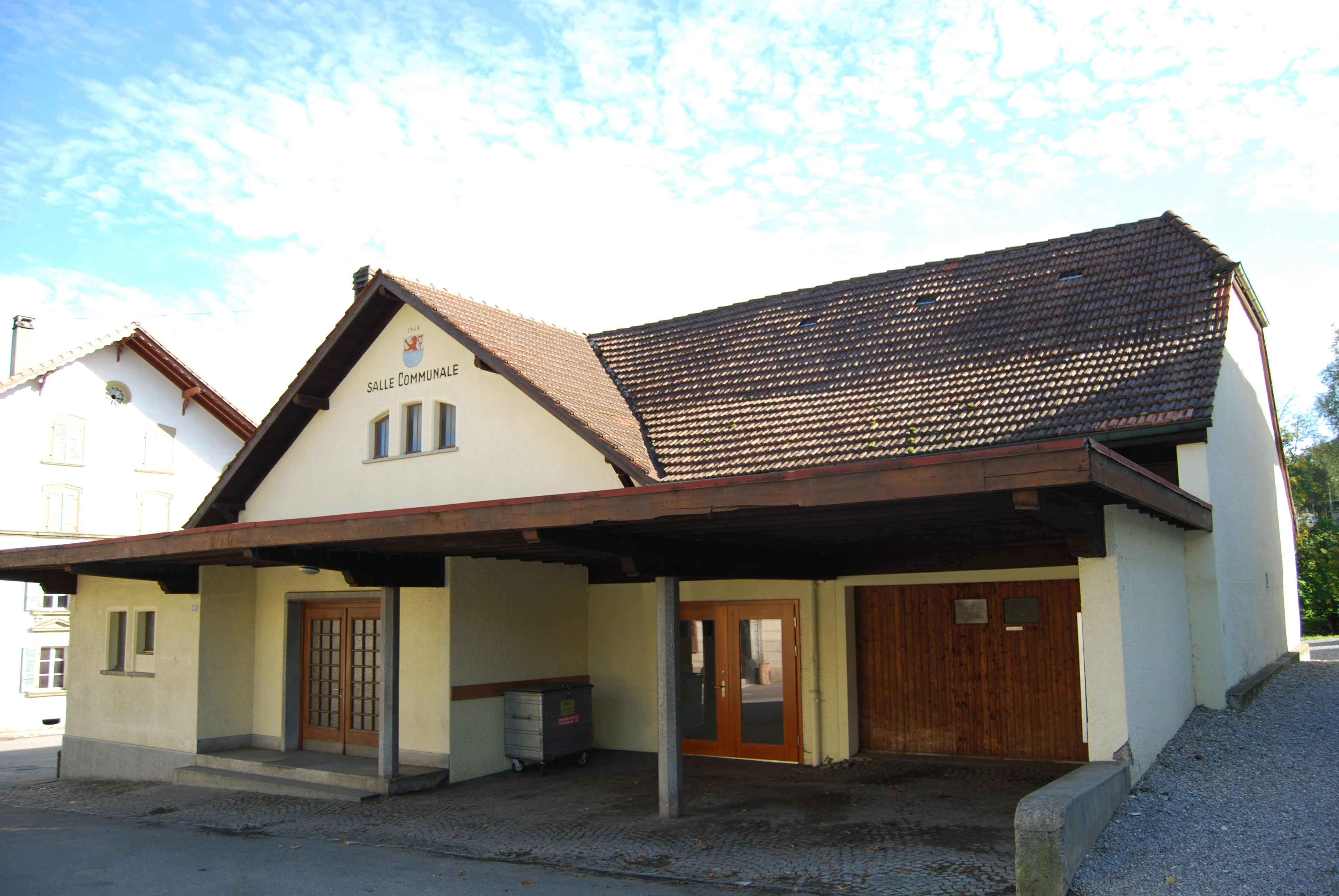
Gemeindesaal